# プブリウス・コルネリウス・スキピオ・アシナ
 プブリウス・コルネリウス・スキピオ・アシナ（ラテン語: Publius Cornelius Scipio Asina、生没年不詳）は紀元前3世紀中期から後期の共和政ローマの政治家・軍人。紀元前221年に執政官（コンスル）を務めた。

## 出自
アシナはパトリキ（貴族）の名門コルネリウス氏族・スキピオ家の出身である。スキピオのコグノーメン（第三名、家族名）は、ラテン語で杖を意味し、祖先の一人が盲目の父親の杖代わりを務めたことに由来する。スキピオの名前が記録に現れるのは紀元前395年の執政武官プブリウス・コルネリウス・スキピオが最初である。
アシナの父は紀元前260年の執政官グナエウス・コルネリウス・スキピオ・アシナ、祖父は紀元前298年の執政官ルキウス・コルネリウス・スキピオ・バルバトゥスである。アシナのアグノーメン（添え名）はロバを意味するが、父グナエウスがリーパリ諸島の海戦でカルタゴの捕虜になってしまったことに由来する。

## 経歴
アシナは紀元前221年に執政官に就任。同僚執政官はマルクス・ミヌキウス・ルフスであった。両執政官はアドリア海で海賊行為を繰り返していたイストリ族と戦った。イストリ海賊は完敗し、アシナは凱旋式を実施した（但し、凱旋式のファスティのこの部分は欠落している）。
紀元前211年、ローマ軍がカルタゴと同盟したカプアを包囲すると、ハンニバルはこの救援に出撃した。しかしローマ軍は防御された野営地から出撃せず、カルタゴ軍の攻撃に耐えた。ハンニバルはローマ軍をカプアから引き離す陽動作戦として、ローマに転進した。包囲軍の指揮官の一人であった前執政官（プロコンスル）クィントゥス・フルウィウス・フラックスがハンニバルがローマに向かったことを元老院に報告したという。驚いた元老院は直ちに全体会議を招集した。このときアシナはイタリア中の全ローマ軍を呼び戻し、ローマを防衛するように進言した。他方クィントゥス・ファビウス・マクシムスはハンニバルを恐れてカプアの包囲を解くことは恥ずべきことであると述べた。ファビウスは元老院議員に問うた。

## 参考資料
- マクロビウス『スキピオの夢の注釈』
- エウトロピウス『首都創建以来の略史』
- オロシウス『異教徒に反論する歴史』
- ティトゥス・リウィウス『ローマ建国史』
- William Smith, Dictionary of Greek and Roman Biography and Mythology, 1, Boston: Little, Brown and Company, Vol.3 p. 740 n.8